# موتات كلب
موتات كلب هي رواية للكاتب فرانسيسكوا أيالا نشرت عام 1958.تروي اخر لحظات نظام دكتاتورية أنطون بوكانيغرا من خلال تراكم وجهات النظر التي تتيحها مختلف الوثائق التي جمعها المؤرخ لويس بينيد. وقد شهدت الرواية العديد من الطبعات، كما ترجمت لعدة لغات.

## الحبكة
في بلد غير محددة من بلاد أمريكا الإستوائية في منتصف القرن العشرين، يسعى لويس بينيدو إلى كتابة وقائع اغتيال الدكتاتور أنطون بوكانغيرا وتداعياتها. ومن أجل ذلك، أخذ يجمع وينظم الوثائق والشهادات المتعلقة بشخصية بوكانيغرا ودائرته الحاكمة. في البداية، تركزت تحقيقات بينيدو على المذكرات الشخصية لتاديو ريكيّنا، سكرتير الدكتاتور، والذي يُحتمل أن يكون ابنه غير الشرعي. ومع صعود ريكيّنا السريع داخل الجهاز الحاكم، نتعرف، من خلال نصوص أخرى جمعها بينيدو على الشخصيات الرئيسية في الحبكة، ويكشف لنا تدريجيًا مناخ الفساد السياسي والأخلاقي الذي كان يرتكز عليه ذلك النظام.